# Лицар Семи Королівств
«Лицар Семи Королівств» (англ. A Knight of the Seven Kingdoms) — другий епізод восьмого сезону фентезійного серіалу HBO «Гра престолів», і 69-й у всьому серіалі. Сценарій до епізоду написав Браян Когман, а режисером став Девід Наттер. Прем'єра епізоду відбулась 21 квітня 2019 року в США та 22 квітня 2019 в Україні.
Дія всього епізоду розгортається у Вінтерфеллі, і він присвячений приготуванню до битви за Вінтерфелл між живими і мертвими.

## Сюжет
Джеймі доставлений до Північного суду. Данерис і Санса вирішують долю Джеймі; він виправдовує свої дії як службу дому Ланністерів і розповідає, що Серсі бреше про відправлення своєї армії. Бріяна довіряє Джеймі і переконує Сансу та Данерис. Це дозволяє Джеймі боротися за них. Джеймі розмовляє з Браном у Годсвуді й приносить вибачення за те, що намагався вбити його, але Бран не гнівається на Джеймі. Тим часом, Данерис розлючена на Тиріона за те, що він не розгледів брехню Серсі. Джора розмовляє з Данерис приватно, визнаючи що він був розбитий коли вона вибрала Тиріона як її правицю, але вірить що вона зробила правильний вибір.
Арія розмовляє з Джендрі в кузниці і запитує його про білих блукачів. Санса і Данерис покращують взаємовідносини, але Данерис не дає відповіді, коли Санса запитує, що станеться з Північчю, коли Данерис займе Залізний трон. Вони перериваються поверненням Теона, який заявляє, що він хоче боротися за Старків. Тормунд, Берік і Едд прибувають до Вінтерфелла і говорять Джону, що армія мертвих прибуде до завтра вранці.
На військовій раді, Бран показує, що Король Ночі буде переслідувати його особисто, бо він намагався вбити кількох попередніх Трьохглазих Воронів. Він переконує раду дозволити йому бути приманкою в Божому дереві, щоб заманити Короля Ночі, який раніше позначив Брана. Добровольці Теона та залізнонародженні захищатимуть Брана.
Міссандея, незручно серед Північанами, пропонує Сірому Черву, щоб вони поїхали до її батьківщини Наату після війни з мертвими захищати мирних людей. Джон, Сем і Едд згадують про свій час разом у Нічному Дозорі.
Арія запитує Джендрі, чому Мелісандра хоче його, і Джендрі розповідає, як вона прикидалася, щоб спокусити свою королівську кров, заявивши Арії, що він є бастардом Роберта Баратеона. Арія і Джендрі займаються сексом, тому що Аря хоче втратити цноту, тому що вона думає, що помре в майбутній битві.
Тиріон, Джеймі, Бріана, Подрік, Давос і Тормунд збираються в залі для зустрічей, щоб випити перед битвою. Розмова перетворюється на те, чому жінки (і зокрема Бріана) не можуть бути посвячені в лицарі, але Джеймі показує, що це не заборонено і посвячує Бріану в лицарі. Сем віддає свій валерійський меч Джорі.
Данерис відвідує Джона в склепах, де Джон стоїть перед статуєю Ліани Старк. Джон розповідає, що Сем і Бран сказали йому про його походження. Вона ставить під сумнів, наскільки достовірна ця інформація, отримана від брата і найкращого друга Джона. Вона також зазначає, що, якщо це правда, Джон буде претендувати на Залізний Трон, приховано натякаючи на потенційний конфлікт між ними. Перш ніж Джон хоче відповісти, їх переривають вибухи рогів, що сигналізують про наближення білих блукачів і армії мертвих.

## Виробництво

### Сценарій
Епізод був написаний 'ветераном серіалу' Браяном Когманом. Це був його одинадцятий і остаточний сценарій серії. Для нього "найбільшою проблемою було не писати сторінку Вікіпедії". Епізод адаптує матеріал з неопублікованих новел Вітри зими та Весняна мрія, разом з оригінальним матеріалом, не опублікованим у новелах Джорджа Мартіна.

### Зйомки
Епізод був зрежисований Девідом Наттером. Виконавчі виробники Девід Беніофф та Ді Бі Вайсс дозволили Мейсі Вільямс вирішити, скільки її тіла показувати на камері під час її секс-сцени; вона не відчувала, що нагота Арії була центральною частиною оповідання, і вона "зберігала себе досить приватно". 

### Музика
В епізоді є пісня "Jenny's Song", яку співає Подрік, коли багато героїв п'ють перед вогнищем незадовго до битви. Перший рядок пісні з'явився у книзі Буря мечів; письменники написали решту пісні, а композитор Рамін Джаваді склав музику. Іншу версію пісні, названу "Jenny of Oldstones", заспівав гурт Florence and the Machine у кінцевих титрах.

## Реакція

### Реакція критиків
Епізод отримав рейтинг 87 % на сайті Rotten Tomatoes на основі 69 відгуків, з середнім рейтингом 8,35 з 10.